# Novogirejevo (stanice metra v Moskvě)
Novogirejevo (rusky Новогиреево) je stanice moskevského metra.

## Charakter stanice
Stanice se nachází na Kalininsko-Solncevské lince. Podzemní, mělce založená konstruovaná velká hala s dvěma kolejemi a ostrovním nástupištěm podpěrnými sloupy, stěny jsou obloženy šedým mramorem. Název stanice pochází podle stejnojmenné čtvrti. Má dva výstupy, ty jsou vyvedeny z obou konců nástupiště a ukončeny v podpovrchových vestibulech. K dispozici mají cestující také i výtah. Eskalátor zde byl umístěn pouze jeden, v západním výstupu. Novogirejevo bylo otevřeno již 30. prosince 1979, jako součást prvního úseku linky Kalininskaja, podle průzkumu z roku 1999 ho použije denně 110 000 lidí.